# Fowey (rzeka)

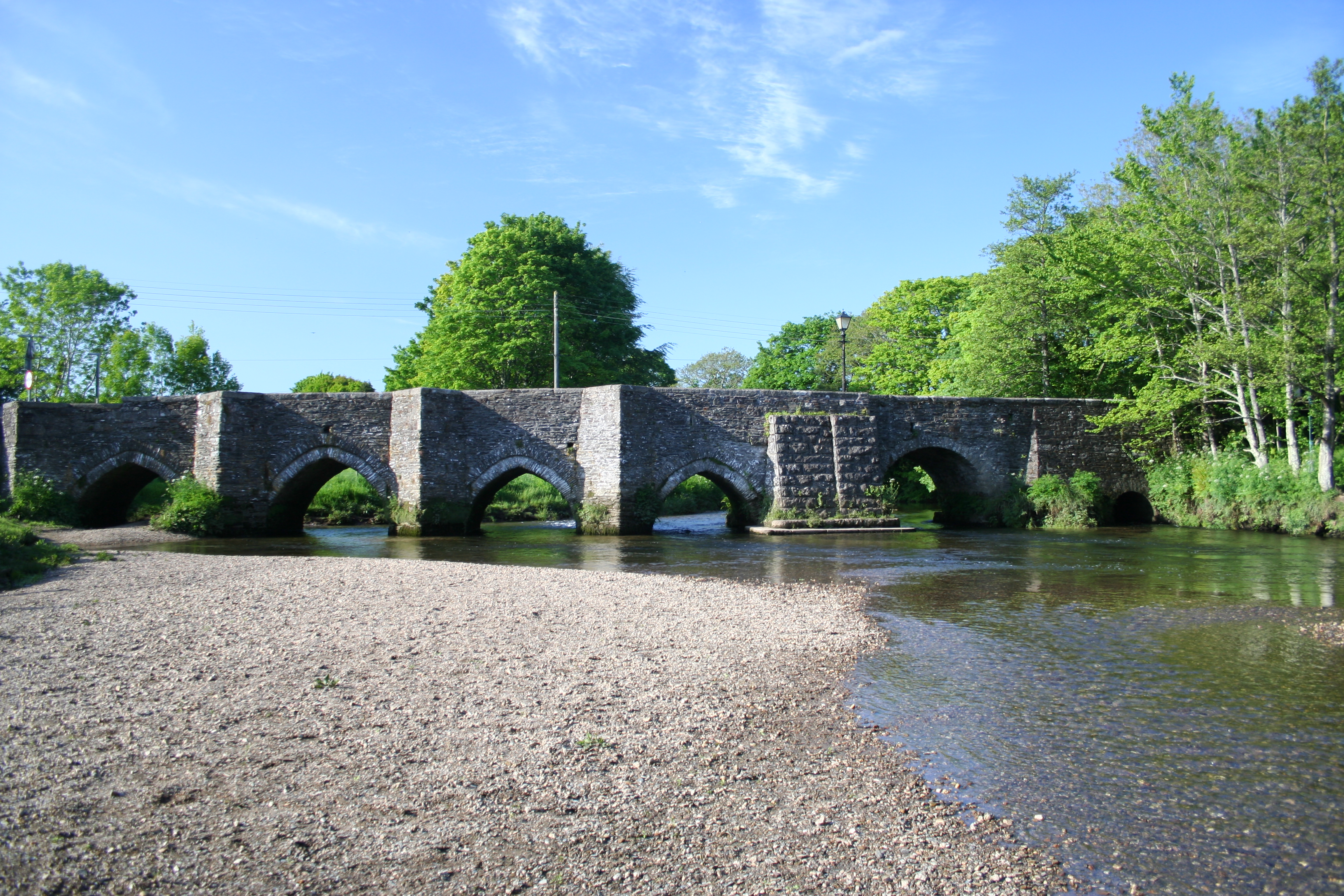
Dwunastowieczny most na rzece w Lostwithiel

Fowey (korn. Avon Fowydh) – rzeka w Wielkiej Brytanii, w Kornwalii. Wypływa 1,6 km na północny zachód od wzgórza Brown Willy na wrzosowisku Bodmin Moor, uchodzi do kanału La Manche w okolicach miejscowości Fowey. Powierzchnia dorzecza rzeki wynosi 177 km², a rzeka pokrywa 65% zapotrzebowania Kornwalii w wodę. W dolnym odcinku żeglowna, ma znaczenie w turystyce kajakowej i pieszej.